# (14831) Gentileschi
(14831) Gentileschi ist ein Asteroid des Hauptgürtels, der am 22. Januar 1987 vom belgischen Astronomen Eric Walter Elst am La-Silla-Observatorium (Sternwarten-Code 809) der Europäischen Südsternwarte in Chile entdeckt wurde.
Der Asteroid ist nach der italienischen Malerin des Barocks Artemisia Gentileschi (1593–1653) benannt, die als bedeutendster weiblicher Maler ihrer Epoche gilt.